# Let It Go (canção de Scatman John)
"Let It Go" é o segundo single do álbum Everybody Jam! (quarto single contando com as faixas bônus que foram lançadas como single no Japão), lançado pelo cantor de música dance e pop Scatman John em 1997. A canção aborda o assunto de auto-analise de canções como "Hey, You!" e "U-Turn" e também adiciona o fato de que muitos de seus singles ("Song of Scatland", "Scatman (Ski-Ba-Bop-Ba-Dop-Bop)" e "Scatman's World") parecem conter letras que falam sobre ele mesmo.
Nenhuma das versões desta faixa no single aparecem no álbum Everybody Jam!. A versão de "Let It Go" do álbum é muito diferente, esta versão é muito mais techno. Esta versão tem muito em comum com "U-Turn".

## Faixas
| N.º | Título                     | Duração |  |
| 1.  | "Let It Go" (Go for Radio) | 3:39    |  |
| 2.  | "Let It Go" (Go for More)  | 5:17    |  |
| 3.  | "Let It Go" (Go for Club)  | 6:08    |  |
| 4.  | "Message to You"           | 3:34    |  |